# Бодуэн де Куртенэ, Иван Александрович
Ива́н Алекса́ндрович Бодуэ́н де Куртенэ́ (пол. Jan Niecisław Ignacy Baudouin de Courtenay; 1 (13) марта 1845, Радзымин — 3 ноября 1929, Варшава) — русский и польский лингвист. Член-корреспондент Петербургской академии наук.

## Биография
Родился 1 (13) марта 1845 года в Радзымине под Варшавой. По родословной легенде, происходил из древнего французского аристократического рода Куртенэ, ведущего своё начало от короля Людовика VI и к которому принадлежали, в частности, императоры Латинской империи. В Польшу предок Бодуэна де Куртенэ переселился на рубеже XVII—XVIII веков.
Окончил в 1866 году со степенью магистра историко-филологических наук Главную школу в Варшаве. Совершенствовался в языкознании за границей (1867—1868), затем в Санкт-Петербурге и Москве (1868—1870). В 1870 году получил в Лейпцигском университете степень доктора философии (за работу «Некоторые случаи действия аналогии в польском склонении»), а 9 ноября 1870 года в Петербургском университете — степень магистра сравнительного языкознания; 13 декабря того же года утверждён в должности приват-доцента.
Научную деятельность начинал под руководством Измаила Ивановича Срезневского. Как и Срезневский, активно изучал словенский язык и культуру Словении; с 3 декабря 1871 года более трёх лет Куртенэ находился в заграничной командировке. В 1872—1873 годах вёл в Горице кружок по изучению русского языка, причём его ученики собирали для него записи местных словенских говоров. В дальнейшем Бодуэн посещал словенские земли для сбора местных говоров в 1877, 1890, 1892, 1893 и 1901 годах.
В Петербургском университете 12 мая 1875 года получил степень доктора сравнительного языковедения. С октября 1875 года стал преподавать в Казанском университете, с 20 декабря 1875 года — экстраординарный профессор, а с 9 октября 1876 года — ординарный профессор.
После Казанского преподавал в Юрьевском (1883—1893), краковском Ягеллонском (1893—1899), Петербургском (1900—1918), Варшавском (с 1918) университетах. В 1907—1917 годах преподавал на Бестужевских курсах общее и сравнительное языкознание и славяноведение.
В 1887 году избран членом польской академии знаний, а в 1897 году — членом-корреспондентом Петербургской академии наук.
Был дважды женат, вторым браком — на Ромуальде Багницкой, выступавшей в русской, польской, чешской печати. Дочь его, София Ивановна Бодуэн де Куртенэ (1887—1967), художница, участвовала в выставках русских авангардистов, другая дочь, Цезария Эренкрейц (во втором браке Енджеевич; 1885—1967), стала известным этнографом.
С 1910-х годов активно занимался политикой. Принадлежал к кадетскому центру, но по политическим взглядам примыкал к так называемым федералистам-автономистам.
Выступал за культурную самостоятельность Польши и равноправие польского языка с русским. Арестовывался властями Российской империи.
После восстановления независимости Польской республики поселился там и продолжил политическую деятельность, вновь отстаивая права национальных меньшинств — которыми на сей раз оказались уже не поляки, а другие народы, в том числе и русские. В 1922 году выдвинут представителями национальных меньшинств (помимо его желания) кандидатом в президенты Польши. В первом туре выборов 9 декабря набрал 103 голоса (19,04 %) и занял третье место, обойдя избранного в итоге Габриэля Нарутовича; во втором туре — всего 10 голосов, в третьем — 5. Избранный в пятом туре Нарутович получил бо́льшую часть голосов, ранее отданных за Бодуэна. Поддержка левых и национальных меньшинств вылилась в ненависть к Нарутовичу со стороны правых, и вскоре после избрания он был убит.
В 1919—1929 годах — почётный профессор Варшавского университета и заведующий кафедрой сравнительного языкознания в Дерптском университете. Скончался в Варшаве. Похоронен на кальвинистском (евангелическо-реформатском) кладбище.

## Научная деятельность
Современники отмечали раннюю зрелость его как ученого. «Энциклопедический словарь Брокгауза и Ефрона» в томе, вышедшем в 1891 году, называет 46-летнего Бодуэна де Куртенэ «одним из выдающихся современных лингвистов». Сам же Бодуэн был необыкновенно скромным человеком. О себе он писал, что «отличался неудовлетворительною научною подготовкой и небольшим запасом знаний».
Бодуэн де Куртенэ совершил переворот в науке о языке: до него в лингвистике господствовало историческое направление — языки исследовались исключительно по письменным памятникам. Он же в своих работах доказал, что сущность языка — в речевой деятельности, а значит, необходимо изучать живые языки и диалекты. Только так можно понять механизм функционирования языка и проверить правильность лингвистических теорий.
Бодуэн де Куртенэ в течение многих лет изучал разные индоевропейские языки, писал свои научные труды не только на русском и польском, но и на немецком, французском, чешском, итальянском, литовском и других языках. Работая в экспедициях, исследовавших славянские языки и диалекты, он фиксировал их фонетические особенности. Его открытия в области сопоставительного (типологического) анализа славянских языков предвосхитили появление идей, которые позднее нашли своё отражение в работах выдающегося типолога-слависта Романа Якобсона. Эти исследования позволили Бодуэну де Куртенэ (с учётом идей рано умершего младшего коллеги, талантливого Н. В. Крушевского — также поляка, работавшего в Казани) создать теорию фонем и фонетических чередований. Теория изложена в его «Опыте фонетических чередований» (1895). Её логическим продолжением явилась созданная учёным теория письма. Таким образом, Бодуэн выступил основоположником фонологии и предшественником теории Николая Трубецкого.
При содействии Бодуэна-де-Куртенэ литовский этнограф Иван Васильевич Юшкевич выпустил в свет «Литовские народные песни из окрестностей Велек, записанные Антоном Юшкевичем» (Казань, 1880—1882 гг.) и «Свадебные обряды виленских литовцев, записанные А. Юшкевичем в 1870 году и изданные Иваном Юшкевичем, с коротким прибавлением о литовском правописании латинского шрифта» (Казань, 1880).
Бодуэн де Куртенэ первым начал применять в лингвистике математические модели. Доказал, что на развитие языков можно воздействовать, а не только пассивно фиксировать все происходящие в них изменения. На основе его работ возникло новое направление — экспериментальная фонетика.
При изучении языка Бодуэн де Куртенэ не замыкался в рамках лингвистики. Напротив, он считал, что языкознание должно опираться на достижения психологии и социологии, что полное исследование языковых факторов невозможно без обращения к данным этнографии, истории культуры, археологии и других наук. Всё это учёный не только декларировал, но и осуществлял в своих работах.
Подготовил третью и четвёртую редакции словаря Даля, уточнив этимологию, исправив разделение на гнёзда (у Даля часто произвольное), а также пополнив его новыми словами, в том числе внеся отсутствовавшую у Даля вульгарно-бранную лексику. За свои дополнения был подвергнут жёсткой критике; в советское время «Бодуэновский словарь Даля» не переиздавался. Переиздания советского времени опираются на оригинальный текст второго издания словаря Даля; версия Бодуэна обычно считается самостоятельным словарём.
Бодуэн де Куртенэ активно интересовался искусственными языками, неоднократно выступал сторонником эсперанто. В октябре 1907 года он участвовал вместе с Отто Есперсеном и другими учёными в международной делегации по принятию международного вспомогательного языка (фр. Délégation pour l'Adoption d'une Langue Auxiliaire Internationale) в качестве её вице-председателя. Был лично знаком с Людовиком Заменгофом, основателем эсперанто, но эсперантистом себя не считал.
Работая в Казани в 1874—1883 годах, учёный основал Казанскую лингвистическую школу, в рамках которой расцвёл талант крупнейшего учёного Василия Богородицкого. В Петербурге им была создана Петербургская лингвистическая школа, в рамках которой под его непосредственным влиянием проходило становление замечательных русских лингвистов XX века Льва Щербы и Евгения Поливанова. Бодуэна де Куртенэ многие, особенно в России, считают одним из основоположников структурализма, наряду с Фердинандом де Соссюром. Влияние Петербургской школы, особенно её основателя, было очень заметным и в России и СССР, и в Польше и Чехословакии. Ряд выдвинутых ею положений, особенно в области фонологии, при помощи их популяризации Пражским лингвистическим кружком, стал краеугольным в мировой науке.
Вместе со многими отечественными лингвистами участвовал в Орфографической комиссии, перед которой была поставлена задача упрощения русского письма (1904—1918 годы).
Некоторые из трудов Бодуэна де Куртенэ были напечатаны в воронежском журнале «Филологические записки».

### Труды
- Бодуэн-де-Куртенэ И. Опыт фонетики резьянских говоров. — Варшава-Петербург: Э. Венде и Ко — Д. Е. Кожанчиков,, 1875.
- Бодуэн де Куртенэ И. А. Национальный и территориальный признак в автономии. — СПб.: Типография М. М. Стасюлевича, 1913.
- Бодуэн-де-Куртенэ И. «Украинский вопрос» с вненациональной точки зрения (По поводу анкет «Украинской жизни») / Бодуэн-де-Куртенэ И. // Украинская жизнь. — 1913. — № 7—8. — С. 35—51.

## Семья
- Вторая жена — Ромуальда Ромуальдовна Бодуэн де Куртенэ (урождённая Багницкая, 1857—1935), польская писательница.
- Дети от второго брака:
  - Цезария Бодуэн де Куртенэ Эренкройц Енджеевичева (урождённая Цезария Ивановна Бодуэн де Куртенэ, 1885—1967) — польский историк искусства, антрополог. Профессор Варшавского университета. Была последовательно замужем за Максом Фасмером, Стефаном Эренкройцем[пол.], Янушем Енджеевичем.
  - София Ивановна Бодуэн де Куртенэ (1887—1967), российская и польская художница.
  - Свентослав Бодуэн де Куртенэ (пол. Świętosław Baudouin de Courtenay, 1888—1960), юрист, дипломат.
  - Эвелина Ивановна Малаховская-Лемпицкая (пол. Ewelina Małachowska-Łempicka, урождённая Бодуэн де Куртенэ, 1892—1984), польский историк, преподаватель русского языка Варшавского университета.
  - Мария Кересант-Висневская (пол. Maria Kieresant-Wiśniewska, урождённая Бодуэн де Куртенэ, 1897—1945).

## Адреса в Санкт-Петербурге
- Кадетская линия В.О., дом 9

## Награды
- Орден Святого Станислава 3-й степени;
- Орден Святой Анны 3-й степени;
- Орден Святого Станислава 2-й степени (1879);
- Орден Святой Анны 2-й степени (1884);
- Орден Святого Владимира 4-й степени (1903);
- Медаль «В память царствования императора Александра III»;
- Медаль «В память 300-летия царствования дома Романовых».

## Память
В Казани на стене флигеля главного здания Казанского федерального университета (КФУ) 28 ноября 2011 года открыт был памятный знак в честь Бодуэна де Куртенэ. Также в 2018 году именем учёного-языковеда был назван актовый зал Высшей школы иностранных языков и перевода КФУ.